# 胡氏溝眼介
胡氏溝眼介（学名：Alocopocyhere hui）为粗面介科溝眼介屬下的一个种。